# Radoslav Kuřidým
Radoslav Kuřidým (* 14. května 1951, Ostrava) je bývalý český hokejový útočník.

## Hokejová kariéra
V československé lize hrál za TJ Vítkovice a v letech 1973-1975 hrál ve třetí nejvyšší soutěži za TJ AZ Havířov. V roce 1981 získal s Vítkovicemi československý mistrovský titul. Dále hrál během vojenské služby za Duklu Trenčín.

## Ocenění a úspěchy
- 1973 Postup s týmem TJ VŽKG Ostrava do ČSHL

## Klubové statistiky
| Sezona    | Klub              | Soutěž | Základní část | Základní část | Základní část | Základní část | Základní část |
| Sezona    | Klub              | Soutěž | Z             | G             | A             | B             | TM            |
| --------- | ----------------- | ------ | ------------- | ------------- | ------------- | ------------- | ------------- |
| 1970/1971 | AŠD Dukla Trenčín | 1.ČSHL | -             | 5             | -             | -             | -             |
| 1972/1973 | TJ VŽKG Ostrava   | 1.ČSHL | -             | -             | -             | -             | -             |
| 1973/1974 | TJ AZ Havířov     | 2.ČSHL | -             | -             | -             | -             | -             |
| 1974/1975 | TJ AZ Havířov     | 2.ČSHL | -             | -             | -             | -             | -             |
| 1975/1976 | TJ VŽKG Ostrava   | ČSHL   | -             | -             | -             | -             | -             |
| 1976/1977 | TJ Vítkovice      | ČSHL   | -             | -             | -             | -             | -             |
| 1977/1978 | TJ Vítkovice      | ČSHL   | 42            | 12            | 16            | 28            | 42            |
| 1978/1979 | TJ Vítkovice      | ČSHL   | 35            | 8             | 5             | 13            | 18            |
| 1979/1980 | TJ Vítkovice      | ČSHL   | 39            | 12            | 11            | 23            | 38            |
| 1980/1981 | TJ Vítkovice      | ČSHL   | 43            | 25            | 11            | 36            | 40            |
| 1981/1982 | TJ Vítkovice      | ČSHL   | 40            | 14            | 15            | 29            | -             |
| 1982/1983 | TJ Vítkovice      | ČSHL   | 44            | 19            | 17            | 36            | 38            |
| 1983/1984 | TJ Vítkovice      | ČSHL   | 41            | 11            | 13            | 24            | 38            |
| 1984/1985 | TJ Vítkovice      | ČSHL   | 43            | 7             | 9             | 16            | 24            |
| 1985/1986 | TJ Vítkovice      | 1.ČSHL | -             | 15            | -             | -             | -             |